# Черкасов, Геннадий Константинович
Генна́дий Константи́нович Черка́сов (23 февраля 1930, Ленинград — 18 сентября 2002, Москва) — советский дирижёр, пианист, педагог, народный артист РСФСР.

## Биография
Геннадий Константинович Черкасов родился 23 февраля 1930 года в Ленинграде. Закончил Центральную музыкальную школу при Московской консерватории по специальности «фортепиано». В 1953 году окончил Московскую консерваторию (класс фортепиано С. Е. Фейнберга), а в 1957 году у него же окончил аспирантуру. В 1961 году окончил аспирантуру как оперно-симфонический дирижер (педагоги А. В. Гаук и Л. М. Гинзбург).
В 1958—1959 годах стажировался в Парижской консерватории у профессора Л. Фурестье (дирижирование).
В 1960—1962 годах был дирижёр Оперной студии Московской консерватории. В 1964–1972 годах — дирижёр Большого театра.
В 1964—1972 годах был главным дирижёром Московского театра оперетты.
В 1972 году возглавил Главную редакцию музыкальных программ Гостелерадио СССР, в этой должности прослужил 24 года. После 1996 года был художественным руководителем и главным редактором преемника ГРМП — Российского государственного музыкального центра телевидения и радиовещания.
В 1954—2002 годах преподавал в Московской консерватории (доцент с 1980 года, профессор кафедры оперно-симфонического дирижирования и кафедры камерного ансамбля и квартета с 1984 года). С 1984 года — художественный руководитель Камерного оркестра Московской консерватории, с которым гастролировал во многих городах России и за рубежом.
Умер 18 сентября 2002 года в Москве. Похоронен на Ваганьковском кладбище (уч. 59).

## Семья
- Дядя — актёр Николай Константинович Черкасов (1903—1966), народный артист СССР[3].
- Брат — музыкант Алексей Константинович Черкасов (1943—1990), пианист, лауреат Международного конкурса им. Маргариты Лонг в Париже. Выпускник Московской консерватории[4].
- Жена — солистка Московского театра оперетты Вера Сергеевна Шилова (1935—2014).

## Награды и премии
- Заслуженный артист РСФСР (1972).
- Народный артист РСФСР (4 декабря 1980).
- Орден Почёта (31 августа 1998)[5].